# Ron Kubati
Ron Kubati (Tirana, 1971) è uno scrittore albanese.
È giunto in Italia con l'ondata migratoria che ha coinvolto migliaia di suoi connazionali nel 1991.
A Bari ha intrapreso gli studi di dottorato in Filosofia moderna e contemporanea ed ha iniziato a svolgere attività di traduzione. 
Scrive saggi, romanzi, raccolte di poesie e collabora con svariate riviste e quotidiani, fra cui La Gazzetta del Mezzogiorno e la Repubblica di Bari.

## Opere

### Romanzi
- Venti di libertà (1991)
- Gemiti di dolore (1991)
- Va e non torna (2000)
- M (2002)
- Il buio del mare (Giunti Editore, 2007), opera finalista del Premio Strega 2008.
- La vita dell'eroe (2016)

### Altre opere
- Midis shpreses dhe endrres (Tra speranza e sogno, Tirana Editrice, 1992), raccolta di poesie pubblicata in Albania

| Controllo di autorità | VIAF (EN) 2147650 · ISNI (EN) 0000 0000 5210 833X · LCCN (EN) no2003007375 · GND (DE) 116110366X |